# Byrsonima smallii
Byrsonima smallii là một loài thực vật có hoa trong họ Malpighiaceae. Loài này được Fawc. & Rendle mô tả khoa học đầu tiên năm 1917.